# Angelo Simion
Angelo Simion (... – 1977) è stato un politico italiano.

## Biografia

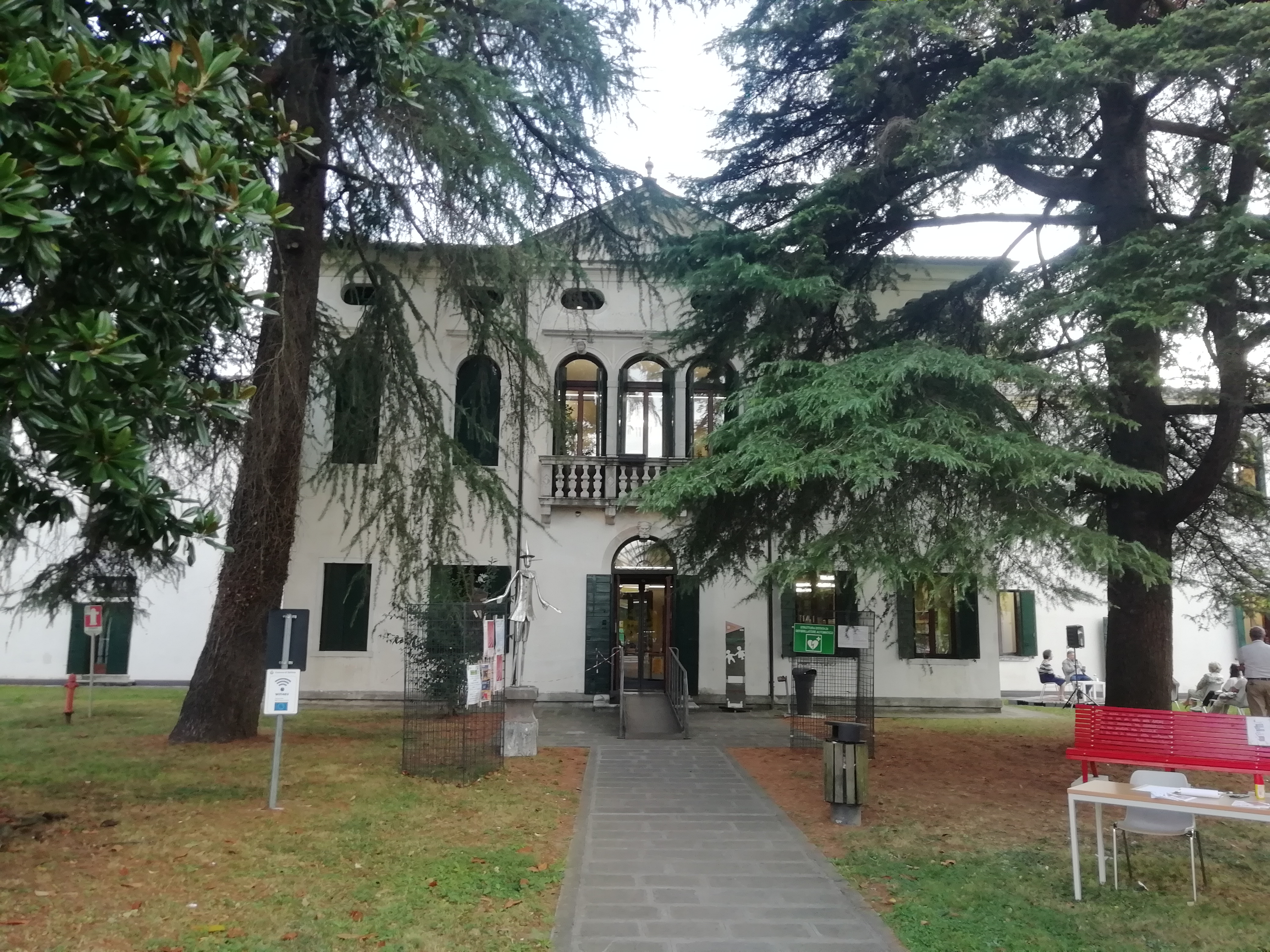
Villa Simion, sede della biblioteca comunale di Spinea

Angelo Simion, esponente del Partito Socialista Italiano, divenne sindaco di Spinea nel 1946, dopo la liberazione. Mantenne l'incarico per ben 24 anni, venendo rieletto consecutivamente per diversi mandati. Durante la sua amministrazione, Spinea visse una fase di forte cambiamento, da piccolo centro a cittadina, poiché, con la crescente industrializzazione dei territori circostanti, subì una fortissima crescita demografica, passando dai circa 5.000 abitanti del dopoguerra ai 20.000 del 1970. La sua lunga amministrazione del comune ebbe fine nel 1970, quando venne eletto presidente della Provincia di Venezia. Terminò l'incarico nel 1975 e morì due anni dopo. 
Oggi a Spinea il suo nome è legato soprattutto a quello di Villa Simion, una villa settecentesca che ospita la biblioteca comunale, che, nel 1977, anno della sua morte, venne rinominata in onore del sindaco che ne aveva voluto l’acquisizione da parte del comune nel 1968 e la riconversione a spazio pubblico.